# Rainer Schönhammer
Rainer Schönhammer (* 4. Juli 1953 in München) ist ein deutscher Psychologe, Sachbuchautor und Professor an der Burg Giebichenstein Kunsthochschule Halle.

## Werdegang
Rainer Schönhammer beendete 1972 die Schule mit dem Abitur. Nach Ableisten des Zivildienstes begann er 1974 ein Studium der Philosophie, 1976 sein Studium der Psychologie an der Ludwig-Maximilians-Universität München, das er 1981 mit dem Diplom abschloss. Zwei Jahre später promovierte er mit einer Arbeit über Training von Führungskräften. 1990 konnte er sich für das Fach Psychologie habilitieren, er hatte zur Psychologie der Fortbewegung geforscht.
Nach einer Lehrstuhlvertretung an der Universität Regensburg wurde Schönhammer 1994 Professor für Psychologie der Gestaltung an der Burg Giebichenstein Kunsthochschule Halle. 2018 trat Schönhammer in den Ruhestand.

## Arbeitsgebiete
Zentrum seiner Arbeit ist die Psychologie der Gestaltung und der Wahrnehmung unter besonderer Beachtung des kulturellen Kontextes.
Auch weitere Gebiete von Schönhammers weit gefächerten Interessen stehen auf kulturpsychologischer Grundlage. Dazu gehören verkehrspsychologische Fragen zum Verhalten von Fahrern und Beifahrern. sowie psychologische Aspekte des Tourismus und allgemein der menschlichen Fortbewegung im kulturellen Umfeld. Außerdem gehören Kommunikation und Traum dazu.

## Schriften
- Einführung in die Wahrnehmungspsychologie – Sinne, Körper, Bewegung. facultas wuw, Wien 2013, ISBN 978-3-8252-4076-9.
- als Hrsg.: Körper, Dinge und Bewegung – der Gleichgewichtssinn in materieller Kultur und Ästhetik. facuktas wuw, Wien 2009, ISBN 978-3-7089-0460-3.
- Fliegen, Fallen, Flüchten. Psychologie intensiver Träume. Dgvt-Verlag, Tübingen, 2004, ISBN 3-87159-051-7.
- Das Leiden am Beifahren. Frauen und Männer auf dem Sitz rechts. Vandenhoeck & Ruprecht, Göttingen 1995, ISBN 3-525-01716-2.
- mit Sonia Wagenmann: Mädchen und Pferde. Psychologie einer Jugendliebe. Quintessenz, Berlin 1994, ISBN 3-86128-220-8.
- In Bewegung – zur Psychologie der Fortbewegung. Quintessenz, München 1991, ISBN 3-928036-83-1.
- Der „Walkman“ – eine phänomenologische Untersuchung. Kirchheim, München 1988, ISBN 978-3-87410-030-4.
- Jugendliche Europa-Touristen – eine psychologische Studie über das Reisen im europäischen Netz von Bahn und Jugendherbergen. StfT, Starnberg 1987, ISBN 3-88857-102-2.
- Psychologisches Führungstraining und die Mentalität von Führungskräften. Duncker & Humblot, Berlin 1985, ISBN 3-428-05658-2 (zugleich Dissertation an der Universität München 1983).
- mit Christine Fell: Mentalität und Vorurteil – ausländische Kinder aus der Sicht von Erzieherinnen. Deutsches Jugendinstitut, München 1983, ISBN 978-3-87966-190-9.